# Kevin Thomson
Kevin Thomson est un footballeur écossais, né le 14 octobre 1984, à Édimbourg en Écosse. 
Il joue au poste de milieu de terrain axial. Il a grandi dans la région des Scottish Borders, dans la ville de Peebles. Il a un lien de parenté avec le footballeur Steve MacLean.

## Carrière en club

### Juniors
Les premiers clubs de Kevin Thomson ont été Peebles Thistle (de la ville de Peebles) et Hutchison Vale (dans la banlieue d'Édimbourg). Il y a joué en tant que junior, avant de rejoindre Coventry City où il avait signé un contrat de quatre ans. Mais il y souffrit du mal du pays et choisit de revenir en Écosse, à Hibernian (qui est basé à Édimbourg).

### Hibernian
Thomson faisait partie d'un groupe de jeunes joueurs très prometteurs à être sortis du centre de formation d'Hibernian, dans les années 2000. Il y avait, entre autres, Steven Whittaker, Derek Riordan, Scott Brown and Garry O'Connor. Thomson s'est ensuite imposé comme un membre régulier de l'équipe première d'Hibernian durant la saison 2003-2004. Il participa d'ailleurs lors de cette saison à la finale de la Coupe de la Ligue écossaise, échouant contre Livingston (0-2).
Thomson a connu une grave blessure aux ligaments croisés lors d'un match contre Partick Thistle à la fin de la saison 2003-2004. Il resta presque un an sans jouer à cause de cette blessure et ne participa qu'à quatre matchs lors de la saison 2004-2005.
Durant la saison 2005-2006, Thomson effectua un impressionnant retour après sa longue indisponibilité et s'imposa comme un joueur-clé de l'effectif d'Hibernian. Il signa alors, en mars 2006, une prolongation de contrat qui le liait avec ce club jusqu'en 2010. Il reçut à peu près à la même époque ses premiers brassards de capitaine de la part de Tony Mowbray (manager d'Hibernian) quand le capitaine précédent, Gary Caldwell, partit rejoindre le Celtic. 
Malgré la signature de son long contrat, l'éventualité d'un départ de Thomson vers un club plus huppé se faisait de plus en plus pressante. Et le 31 août 2006, (date limite pour les transferts), le club anglais des Bolton Wanderers fit une offre rejetée par Hibernian. 
Les spéculations autour du futur de Kevin Thomson s'accentuèrent encore lorsqu'il choisit (avec Scott Brown) Willie McKay comme agent. Celui-ci demanda à Hibernian d'accorder à Thomson et à Brown un salaire correspondant à la valeur à laquelle le club estimait les deux joueurs (qui était, dans le raisonnement de McKay et dans le cas de Thomson, supérieure à l'offre des Bolton Wanderers, vue que celle-ci avait été refusée). Hibernian ne pouvait accéder à cette demande sans augmenter de manière trop importante la masse salariale du club. Hibernian refusa donc, ce qui amena Scott Brown à soumettre une demande de transfert par écrit.
Le 20 décembre 2006, le club anglais de Charlton Athletic fit une offre commune pour Brown et Thomson, qui fut rejetée par Hibernian. Brown et Thomson firent connaître leur mécontentement, car ils n'avaient pas été informés de l'offre avant le refus d'Hibernian. 
Thomson s'est vu retirer le capitanat d'Hibernian (qui a été confié à Rob Jones) à partir du 2 janvier 2007. Le manager d'Hibernian, John Collins, lui expliqua ce choix par la nécessité qu'il avait de se concentrer sur son jeu car il trouvait que les performances de Thomson avaient baissé depuis que les spéculations sur son éventuel transfert avaient débuté.

### Rangers
Le 30 janvier 2007, Kevin Thomson put finalement signer pour les Rangers de Walter Smith, après qu'Hibernian eut accepté une offre de 2 millions de £ (soit environ 2,630 millions d'€),.
Thomson fit ses débuts avec le maillot des Rangers le 11 février 2007, lors de la victoire 3-1 contre Kilmarnock, mais il ne joua que la première mi-temps à cause d'une blessure aux tendons rotuliens.
Thomson devint un membre régulier de l'équipe première des Rangers. Il a inscrit son premier but pour les Rangers le 29 mars 2008, dans le derby de Glasgow connu sous le nom d'Old Firm, contre le Celtic. Il participa à l'intégralité de la finale de la Coupe UEFA 2007-2008 contre le club russe du Zénith Saint-Pétersbourg (défaite 0-2).

### Middlesbrough
En juillet 2010, les Rangers acceptent une offre de 2M£ de la part de Middlesbrough . Le 16 juillet, le club de Middlesbrough confirme que Thomson a bien passé sa visite médicale avant de conclure le transfert . 

### Retour à Hibernian
Il passe la saison 2013-2014 à Hibernian

### Dundee
Le 30 mai 2014 il rejoint Dundee Football Club.

## Carrière internationale
Thomson est sélectionnable pour l'Écosse et a connu sa première sélection le 20 août 2008, lors d'un match amical contre l'Irlande du Nord (score final 0-0). Il joua à cette occasion toute la première période, avant d'être remplacé par Barry Robson.

## Palmarès
- Coupe de la Ligue écossaise 2007-08 (avec les Rangers, contre Dundee United, 2-2 (3-2, t.a.b.))
- Coupe d'Écosse 2007-08 (avec les Rangers, contre Queen of the South, 3-2)

## Anecdotes
Il est à noter le parallèle qui existe entre Steven Whittaker et Kevin Thomson. Nés à quelques mois d'intervalle, à Édimbourg, ils sont passés par le même club junior, Hutchison Vale, avant d'éclore tous les deux à Hibernian à peu près à la même époque, puis de rejoindre les Rangers, la même année en 2007 (en janvier pour Kevin Thomson et en août pour Steven Whittaker). Ils partagent presque le même palmarès, Kevin Thomson n'ayant pas remporté la coupe de la Ligue écossaise 2006-07 avec Hibernian, car il était déjà aux Rangers.